# Orianga
Orianga ist eine Ortschaft und eine Parroquia rural („ländliches Kirchspiel“) im Kanton Paltas der ecuadorianischen Provinz Loja. Die Parroquia besitzt eine Fläche von 183,3 km². Die Einwohnerzahl lag im Jahr 2010 bei 1763. Die Bevölkerungsentwicklung ist rückläufig.

## Lage
Die Parroquia Orianga liegt im Hügelland im Südwesten von Ecuador. Der Ort Orianga liegt auf einer Höhe von 1160 m 30 km nordwestlich des Kantonshauptortes Catacocha. Von der Fernstraße E50, die von der Provinzhauptstadt Loja zur Pazifikküste führt, zweigt eine 22 km lange Nebenstraße nach Orianga ab. Das Areal wird im Norden von dem nach Westen fließenden Río Puyango sowie im Südwesten von dessen linken Nebenfluss Río Tamine begrenzt.
Die Parroquia Orianga grenzt im äußersten Nordosten an die Parroquia Santa Rufina (Kanton Chaguarpamba), im Osten an die Parroquia Lauro Guerrero, im Süden an die Parroquias Guachanamá und Vicentino (Kanton Puyango), im Südwesten an die Parroquia Ciano (ebenfalls im Kanton Puyango) sowie im Norden an die Provinz El Oro mit den Parroquias El Paraíso (Kanton Las Lajas), Marcabelí (Kanton Marcabelí), Balsas (Kanton Balsas) und Capiro (Kanton Piñas).